# Čudnova hiša
Čudnova hiša je secesijska poslovno-stanovanjska stavba, ki se nahaja na Cigaletovi ulici 3 ob Slovenskem trgu v Ljubljani. Imenuje se po Franu Čudnu, ki jo je kot investitor namenil za najemno stanovanjsko zgradbo. Velja za eno izmed najbogatejših secesijsko oblikovanih hiš, ki obdajajo Slovenski trg.

## Zgodovina
Načrt za hišo je izdelal arhitekt Ciril Metod Koch istočasno za sosednjo Pogačnikovo hišo; zgrajena je bila leta 1902 po vzoru hiš Josepha Marie Olbricha na Dunaju.
Koch je pri načrtovanju pretirano poudaril posamezne arhitekturne elemente. Tako ima zgradba: 
- vogalni stolp (sloneč na konzolah), ki se prične s kvadrom, nadaljuje z valjem in se konča z globusom na kvadratni plošči, pod ploščo vrh stolpiča krasijo reliefno izoblikovane glave,
- polkrožni nadstrešek balkona na glavnem pročelju, okrasje fasade,...[4]
- balkoni imajo umetelno oblikovane kovane ograje, okna so dvo in trodelna, nad okni do barvni krogi iz keramičnih ploščic.

Prvotno je bila fasada hiše pobarvana vijolično-rdeče, ob prenovi pa so jo prebarvali v nevtralno barvo.